# Publiusz Witeliusz (syn)
Publiusz Witeliusz - rzymski urzędnik.
Był synem Publiusza (I), bratem Aulusa, Kwintusa i Lucjusza, stryjem późniejszego cesarza Witeliusza.
Po śmierci Germanika występował jako oskarżyciel jego domniemanego zabójcy Pizona. Później, jeszcze przed 14 rokiem, został pretorem. Następnie, około 18/19 roku był prokonsulem Bitynii.
Oskarżony o udział w spisku Sejanusa, został oddany pod dozór swojego brata. Próbował popełnić samobójstwo, podcinając sobie żyły, jednak na namowy rodziny pozwolił sobie przewiązać żyły i ocalić życie.